# Бьянки, Алессандро (урбанист)
Алессандро Бьянки (итал. Alessandro Bianchi; род. 28 января 1945, Рим) — итальянский учёный и политик, министр транспорта (2006—2008).

## Биография
Родился в Риме 28 января 1945 года, в 1970 году Римский университет по специальности «гражданское строительство». Состоял в Итальянской коммунистической партии вплоть до её самороспуска, затем остался беспартийным, но сохранил приверженность левым идеалам. Редактирует серию «Образы города» в издательстве Rubettino, возглавлял городской департамент архитектуры Реджо-ди-Калабрии. В 1999 году избран ректором Университета Реджо-ди-Калабрии, где возглавлял кафедру городского планирования и основ урбанистики, в 2003 году переизбран. Принял активное участие в зарождении движения «Проект Калабрия» и в 2006 году при его поддержке пошёл на выборы в Сенат по единому списку Партии итальянских коммунистов и зелёных, но не добился успеха.
В 2006 году получил по квоте Партии итальянских коммунистов портфель министра транспорта при формировании второго правительства Проди.
В марте 2008 года, ввиду ухудшения отношений с ПИК, в том числе из-за низких показателей оценки общественностью его деятельности как министра, Бьянки вступил в Демократическую партию.
На местных выборах 2013 года баллотировался в мэры Рима от списка Progetto Roma, но получил только 0,17 % голосов.
На выборах 2021 года в Римский горсовет выдвигался по списку Культура, Инновации и Экология.

## Труды
- Le Università del Mezzogiorno nella storia dell’Italia unita.1961-2011, Il Mulino, 2011
- Un approccio progettuale alla questione meridionale, in Rivista economica del Mezzogiorno, 2009
- Mediterraneo e civiltà della Terra, RACEF, Barcellona, 2007
- Scritti d’occasione, Iiriti Editore, 2006
- La rivoluzione urbana, Rubbettino, 2004 (con M.Liverani)
- Lineamenti di un progetto territorio, Dossier di Urbanistica Informazioni, 2003
- Piccola biblioteca di urbanistica. Cento libri per sapere di urbanistica. Rubbettino, 2001
- Frammenti. Sulla città, l’urbanistica e dintorni, Rubbettino, 1998
- Alla ricerca del Piano Regolatore perduto, in AA. VV. Le nuove forme di piano, Icaro n. 7, aprile 1996
- Verso una nuova domanda di pianificazione del territorio, in Urbanistica Informazioni, 1996
- Urbanistica a Messina, Riflessioni sulla città possibile, in Città & Territorio, nº 1, gennaio-febbraio 1995
- Per un Atlante della Calabria. Territorio, insediamenti storici, manufatti architettonici, Gangemi Editore, 1993 (con altri)
- Temi di pianificazione urbanistica, Gangemi Editore, 1992
- Un Atlante del patrimonio insediativo storico della Calabria, in Storia Urbana, nº 58, 1992
- Sullo specifico della città meridionale, in Il Politecnico, nº 29, 1992
- Studi per il Piano Territoriale di Coordinamento della Calabria, Edizioni Bios, 1988 (con altri)
- Prospettive dell’assetto urbano e territoriale delle regioni meridionali: la Calabria, in Rivista Economica del Mezzogiorno, n.1, 1987
- Trasformazioni territoriali di breve periodo: un approccio metodologico, in Lazioricerche, nº 2, 1985
- Problemi di pianificazione territoriale, Casa del Libro, Reggio Calabria, 1983 (con altri)
- Sull’area dello Stretto tra ipotesi e realtà, in Controspazio nº 3,1983
- Una regione interrotta, in Controspazio nº 1-2, 1983
- L’attraversamento dello Stretto, Casa del Libro, Reggio Calabria, 1982 (con altri)
- L’approccio sistemico nella pianificazione urbana e territoriale, Casa del Libro, 1979 (con altri)